# ヴァシーリイ・アルヒーポフ
ヴァシーリイ・アルヒーポフ（英語: Vasili Alexandrovich Arkhipov, ロシア語: Васи́лий Алекса́ндрович Архи́пов, 1926年1月30日 – 1998年8月19日）は、ソ連海軍の軍人。キューバ危機の際、アメリカ海軍への核魚雷の発射を防いだ。当時、核魚雷の発射には乗艦する三人の士官の承認が必要だったが、小艦隊司令および副艦長であったアルヒーポフだけがその承認を拒否した。この事実は、2002年に初めて公になった。

## 生い立ち
アルヒーポフは、モスクワ近くの農家に生まれた。太平洋高等海軍学校で教育を受けた。1945年、ソ連対日参戦に従軍し、掃海艇に乗艦した。その後、カスピ高等海軍学校に転籍し、1947年に卒業した。

## 経歴
1947年から、アルヒーポフは黒海艦隊、北方艦隊、バルト艦隊で潜水艦隊に乗艦した。

### K-19
1961年7月4日、原子力潜水艦K-19の副艦長として、同艦の原子炉の冷却水漏れ事故に遭う。

### キューバ危機

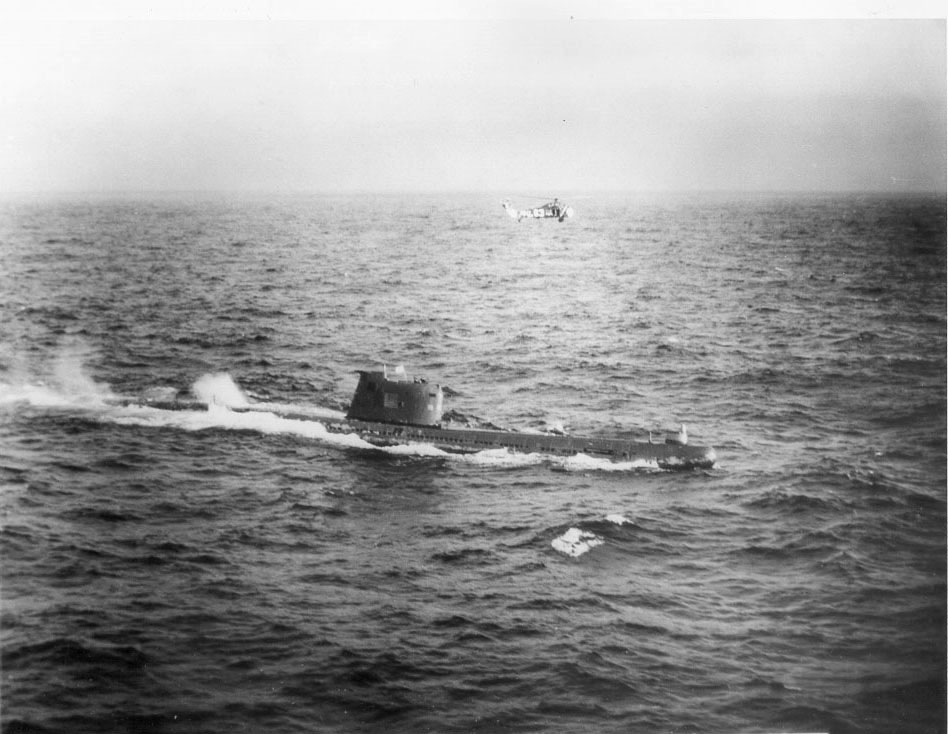
カリブ海、キューバ沖を航行中のソビエト海軍B-59潜水艦。

1962年10月27日、キューバ危機の最中、アメリカ海軍の空母ランドルフおよび駆逐艦11隻からなる艦隊が、キューバ近海でソ連のフォックストロット型潜水艦B-59を捕捉した。同艦には核が搭載され、アルヒーポフは中佐として乗艦していた。公海であるにもかかわらず、米艦隊は演習用爆雷を投下、爆発による信号を送ってB-59の強制浮上を試みた。B-59は数日の間モスクワと通信が出来なかったため、アメリカの民間ラジオ電波を傍受して情報収集していた。しかし、爆雷から逃れるため深度を下げて航行した結果、ラジオ電波の受信が困難になった。情報が遮断され、米ソが開戦したのか否かを知ることがB-59乗員には不可能となった。B-59艦長バレンティン・サビツスキーは、すでに両国が開戦したと判断し、核魚雷の発射を企図した。
他の潜水艦と異なり、B-59の核魚雷の発射には乗艦していた三人の士官（艦長サビツスキー、政治将校イワン・マスレニコフ、副艦長アルヒーポフ）の全会一致の承認が必要であった。通常、特殊兵器を搭載したソ連潜水艦において、その艦長は政治将校の許可さえあれば核魚雷の発射が可能であった。アルヒーポフはB-59では副艦長に過ぎなかったが、彼はB-4、B-36、B-130等の潜水艦小艦隊の司令でもあり、階級は艦長と同じであった。そのため、艦長は彼の承認も得なければならなかった。三人の間で口論が始まり、アルヒーポフだけが発射を拒否した。作家エドワード・ウィルソンによれば、前年のK-19事故時のアルヒーポフの勇敢な行動と名声が、彼の主張に有利に働いたとしている。結局、アルヒーポフは艦長を説得し、浮上してモスクワからの指令を待った。B-59のバッテリ残量はごく僅かで、空調も故障していたため、米艦隊の中央に浮上せざるを得なかった。その後、帰投した。

### 余波
2002年、キューバ危機についての会議が行われ、当時の米国防長官ロバート・マクナマラは、「当時の我々の認識以上に、我々は核戦争に近づいていた」と語った。
2002年、作家アレクサンドル・モズゴヴォイの書籍 Kubinskaya Samba Kvarteta Fokstrotov（Cuban Samba of the Foxtrot Quartet）の中で、退役した元司令ヴァディム・アルロヴァは、当時のことを「サビツスキー艦長はカッとなっていたが、最終的には落ち着きを取り戻した」と語った。

## 晩年
その後も、アルヒーポフはソビエト海軍で潜水艦に乗艦し、後に潜水艦戦隊司令となった。1975年に少将に昇進、キーロフ海軍大学の学長になった。1981年に中将に昇進。1980年代に退役した。
その後はクパヴナ（2004年、ジェレズノドロジュニに編入）に住み、1998年8月19日に死去。1961年のK-19事故時の被曝が、その死に影響したとされる。
事故当時のK-19の艦長ニコライ・ザテエフは、アルヒーポフの死から9日後、1998年8月28日に死去。二人はともに72歳だった。